# Ernesto Diaz
Ernesto Diaz (* 24. Juli 1981 in Bilbao) ist ein andorranischer Tennisspieler.

## Werdegang
Diaz wurde im Mai 2001 für die andorranische Davis-Cup-Mannschaft in den Begegnungen  gegen Äthiopien, Angola und Malta nominiert. An der Seite von Kenneth Tuilier-Curco und Jean-Baptiste Poux-Gautier bestritt er drei Doppel, von denen er eins gewann. Es blieben seine einzigen Einsätze im Davis Cup.